# Unione di Scranton
L'Unione di Scranton è una federazione di Chiese vetero-cattoliche, non in comunione con Roma, che a differenza di quelle facenti parte dell'Unione di Utrecht non praticano l'ordinazione femminile né ammettono la benedizione di coppie omosessuali. La Dichiarazione di Scranton del 2008, basata sulla Dichiarazione di Utrecht del 1889 unificò questo movimento. 
Fanno parte dell'Unione di Scranton la Chiesa cattolica nazionale polacca (dal 2008) e la Chiesa Cattolica Nordica (dal 2011) con le Chiese ad esse collegate (Chiesa cattolica nazionale polacca in Polonia, Chiesa vecchio-cattolica in Italia, Chiesa cattolica cristiana in Germania).

## Teologia e pratiche
Le Chiese vetero-cattoliche rifiutarono immediatamente la dottrina dell'infallibilità papale, col risultato di incappare nella scomunica da parte della Chiesa cattolica; conseguenza di questo rifiuto è il successivo rifiuto di tutte le dottrine così promulgate nella Chiesa cattolica, come quelle dell'Immacolata Concezione (proclamata da Pio IX l'8 dicembre 1854, anteriormente al dogma infallibilista) e dell'Assunzione di Maria (proclamata da Pio XII il 1º novembre 1950).
Per quanto concerne l'eucaristia, credono che "riceviamo il Corpo e Sangue del nostro Salvatore Gesù Cristo sotto le specie del pane e del vino" (dal testo della Dichiarazione di Utrecht), ma non approvano il concetto di Transustanziazione poiché legato ad una concezione sacrificale della Messa, da loro invece vista come momento di ringraziamento e di memoriale.
I vecchi cattolici hanno abrogato il Filioque dal Credo e rifiutano la dottrina del Purgatorio; in questo caso, tuttavia, riconoscono in genere una purificazione per mezzo della grazia di Cristo dopo la morte e solitamente pregano per i defunti.
Mentre hanno questi aspetti in comune con la Chiesa ortodossa, si distanziano da essa non solo nel mantenere alcune pratiche cattoliche di base come il Battesimo per infusione (nella Chiesa cattolica nordica avviene però per triplice immersione, come in ortodossia) o gli azzimi nell'eucaristia, ma anche nell'avere abolito l'obbligatorietà del celibato pure per i vescovi e nel permettere al clero di sposarsi anche dopo l'ordinazione.
La confessione auricolare non è obbligatoria e la contraccezione è lasciata alla coscienza dei coniugi.

## Storia
La Chiesa cattolica nazionale polacca in Nord America rimase in "comunione deteriorata" con le Chiese dell'Unione di Utrecht dal 1997 al 2003 in seguito a controversie su ordinazione femminile e benedizione delle unioni omosessuali. Questa chiesa respinse decisamente l'ordinazione femminile e proprio a causa di questo rifiuto la Conferenza episcopale vetero-cattolica internazionale nel 2003 rilevò che "(...) la piena comunione, come stabilito dallo Statuto dell'IBK non ha potuto essere restaurata e quindi il risultato è che la separazione delle nostre chiese continua". Nel 2004 la Chiesa cattolica nazionale polacca fu espulsa a causa del rifiuto di tornare in piena comunione con quelle Chiese che praticavano l'ordinazione delle donne, mentre la cattedrale di San Giovanni di Toronto si riconciliò con l'Unione di Utrecht (si unì nuovamente e definitivamente alla Chiesa cattolica nazionale polacca nel 2009).
Nel 2008 i vescovi della Chiesa cattolica nazionale polacca sottoscrissero la Dichiarazione di Scranton, documento fondativo dell'Unione di Scranton, e nel 2011 la Chiesa Cattolica Nordica fu ammessa nell'Unione.
Dal 2013 l'Unione di Scranton ha aperto un dialogo con la Libera Chiesa d'Inghilterra.

## Dati principali sulle Chiese membro
| Chiesa                             | Diocesi            | Cattedrale                          | Vescovo ordinario                                                                      | Parrocchie | Preti | Fedeli | Dimensione parrocchiale media |
| ---------------------------------- | ------------------ | ----------------------------------- | -------------------------------------------------------------------------------------- | ---------- | ----- | ------ | ----------------------------- |
| Chiesa cattolica nazionale polacca | Buffalo-Pittsburgh | Santa Madre del Rosario (Lancaster) | John Mack Thaddeus Peplowski (vescovo emerito)                                         | 24         | 23    |        |                               |
| Chiesa cattolica nazionale polacca | Canada             | San Giovanni Battista (Toronto)     | Anthony Mikovsky (amministratore diocesano)                                            | 10         | 5     |        |                               |
| Chiesa cattolica nazionale polacca | Centrale           | San Stanislao (Scranton)            | Bernard Nowicki Anthony Rysz (vescovo emerito)                                         | 41         |       |        |                               |
| Chiesa cattolica nazionale polacca | Orientale          | Santa Trinità (Manchester)          | Paul Sobiechowski Tomasz Gnat (vescovo emerito)                                        | 20         | 15    |        |                               |
| Chiesa cattolica nazionale polacca | Occidentale        | Tutti i Santi (Chicago)             | Stanley M. Bilinski Robert Nemkovich (vescovo emerito) Anthony Kopka (vescovo emerito) |            |       |        |                               |
| Chiesa Cattolica Nordica           |                    | San Giovanni Battista (Oslo)        | Roald Nikolai Flemestad                                                                |            |       |        |                               |
| 2 Chiese                           | 5 Diocesi          | 6 Cattedrali                        | 6 vescovi ordinari 5 vescovi emeriti                                                   |            |       |        |                               |